# Adolescents
The Adolescents son una banda estadounidense de hardcore punk, formada en Fulerton, California, en 1980. Formaron parte del movimiendo hardcore punk del sur de California a comienzos de los años ochenta, uno de los grupos más reconocidos que salieron del Condado de Orange, junto con Agent Orange y Social Distortion.
Steve Soto, bajista y miembro fundador de la banda fue el único miembro que estuvo siempre en la agrupación, desde su formación hasta su muerte ocurrida el 2018, mientras que el vocalista Tony Reflex solo no participó en un álbum.
Durante los años ochenta la banda tuvo muchos cambios de miembros, rupturas y reuniones, la mayoría involucró al baterista Casey Royer además de los hermanos y guitarristas Rikk, Frank y Alfie Agnew. Durante esa década, lanzaron tres álbumes: Adolescents (1981), Brats in Battalions (1987) y Balboa Fun*Zone (1988, sin Relex), separándose en abril de 1989. La mayoría de sus integrantes permanecieron activos en otros proyectos musicales, y una reunión de la mayoría de los miembros de sus inicios resultó en el álbum OC Confidential (2005).
Soto y Reflex han sido los únicos miembros que han tenido una presencia constante, por ende, sus principales compositores, siendo la base de alineaciones que han lanzado cinco discos de estudios más: The Fastest Kid Alive (2011), Presumed Insolent (2013), La Vendetta... (2014), Manifest Density (2016) and Cropduster (2018). Sin embargo, el 27 de junio de 2018, Soto murió a los 54 años, dejando a Reflex como el único miembro original y fundador. Brad Logan remplazó a Soto y el décimo álbum de la banda, Russian Spider Dump, fue lanzado en octubre de 2018.

## Discografía

### Discos de estudio
- Adolescents (1981)
- Brats in Battalions (1987)
- Balboa Fun*Zone (1988)
- OC Confidential (2005)
- The Fastest Kid Alive (2011)
- Presumed Insolent (2013)
- La Vendetta... (2014)
- Manifest Density (2016)
- Cropduster (2018)
- Russian Spider Dump (2020)